# Regionalwahlkreis Weststeiermark
Der Regionalwahlkreis Weststeiermark (Wahlkreis 6C) ist ein Regionalwahlkreis in Österreich, der bei Wahlen zum Nationalrat für die Vergabe der Mandate im ersten Ermittlungsverfahren gebildet wird. Der 2013 gegründete Wahlkreis umfasst die Bezirke Deutschlandsberg, Leibnitz und Voitsberg.
Bei der Nationalratswahl 2019 waren im Regionalwahlkreis Weststeiermark 159.101 Personen wahlberechtigt, wobei bei der Wahl die Österreichische Volkspartei (ÖVP) mit 41,5 % als stärkste Partei hervorging. Von den vier zu vergebenden Grundmandaten konnte die ÖVP eines erreichen.

## Geschichte
Nach dem Ende des Staates Österreich-Ungarn wurden für das Gebiet der Steiermark mit der Wahlordnung 1918 für die Wahl der konstituierenden Nationalversammlung vier Wahlkreise geschaffen, wobei für das Gebiet des heutigen Regionalwahlkreises zusammen mit anderen Gebieten der Wahlkreis Mittel- und Untersteier (Wahlkreis 21) sowie der Wahlkreis Oststeier (Wahlkreis 22) gebildet wurde. Nachdem die Wahlordnung von 1923 von der austrofaschistischen Regierung 1934 außer Kraft gesetzt worden war, wurde die ursprüngliche Einteilung der Wahlkreise nach dem Zweiten Weltkrieg mit dem Verfassungsgesetz vom 19. Oktober 1945 weitgehend wieder eingeführt. Mit der Nationalrats-Wahlordnung 1971 kam es zu einer tiefgreifenden Wahlkreisreform, mit der die Anzahl der Wahlkreise in Österreich auf nur noch neun reduziert wurde. Für das Bundesland Steiermark bestand in der Folge nur noch ein Wahlkreis, der Wahlkreis Steiermark (Wahlkreis 6). Mit Inkrafttreten der Nationalrats-Wahlordnung 1992 wurde das österreichische Bundesgebiet schließlich in 43 Regionalwahlkreise unterteilt und somit ein drittes Ermittlungsverfahren eingeführt, wobei der Bezirk Voitsberg gemeinsam mit dem Bezirk Graz-Umgebung zum Regionalwahlkreis Steiermark Mitte (6B) und die Bezirke Deutschlandsberg und Leibnitz zum Regionalwahlkreis Steiermark Süd (6C) zusammengefasst wurden. Im Zuge der Zusammenlegung von Bezirken im Bundesland Steiermark kam es per 1. Jänner 2013 auch zu einer Neuordnung der Regionalwahlkreise im Bundesland Steiermark. Dadurch wurde der Bezirk Voitsberg aus dem Regionalwahlkreis Steiermark Mitte herausgelöst und gemeinsam mit dem Gebiet des ehemaligen Regionalwahlkreis Steiermark Süd zum Regionalwahlkreis Weststeiermark verschmolzen.
Bei den Nationalratswahlen 2013 und 2017 erreichte die FPÖ die Stimmenmehrheit. Bei der Wahl 2019 wurde sie durch die ÖVP als Wahlsieger im Wahlkreis abgelöst.

## Wahlergebnisse
| Nationalratswahlen im Regionalwahlkreis Weststeiermark | Nationalratswahlen im Regionalwahlkreis Weststeiermark | Nationalratswahlen im Regionalwahlkreis Weststeiermark | Nationalratswahlen im Regionalwahlkreis Weststeiermark | Nationalratswahlen im Regionalwahlkreis Weststeiermark | Nationalratswahlen im Regionalwahlkreis Weststeiermark | Nationalratswahlen im Regionalwahlkreis Weststeiermark | Nationalratswahlen im Regionalwahlkreis Weststeiermark | Nationalratswahlen im Regionalwahlkreis Weststeiermark | Nationalratswahlen im Regionalwahlkreis Weststeiermark | Nationalratswahlen im Regionalwahlkreis Weststeiermark | Nationalratswahlen im Regionalwahlkreis Weststeiermark |
| Wahltermin                                             | GM                                                     |                                                        | SPÖ                                                    | ÖVP                                                    | FPÖ                                                    | GRÜNE                                                  | FRANK                                                  | NEOS                                                   | PILZ/JETZT                                             | Sonstige                                               |                                                        |
| ------------------------------------------------------ | ------------------------------------------------------ | ------------------------------------------------------ | ------------------------------------------------------ | ------------------------------------------------------ | ------------------------------------------------------ | ------------------------------------------------------ | ------------------------------------------------------ | ------------------------------------------------------ | ------------------------------------------------------ | ------------------------------------------------------ | ------------------------------------------------------ |
| 29. September 2013                                     |                                                        | Stimmenanteile (%)                                     | 25,9                                                   | 21,1                                                   | 26,6                                                   | 6,9                                                    | 10,9                                                   | 2,8                                                    |                                                        | 5,8                                                    |                                                        |
| 29. September 2013                                     | 4                                                      | Grundmandate                                           | 1                                                      | 0                                                      | 1                                                      | 0                                                      | 0                                                      | 0                                                      |                                                        | 0                                                      |                                                        |
| 15. Oktober 2017                                       |                                                        | Stimmenanteile (%)                                     | 23,3                                                   | 32,0                                                   | 34,8                                                   | 1,6                                                    |                                                        | 3,9                                                    | 2,6                                                    | 1,7                                                    |                                                        |
| 15. Oktober 2017                                       | 4                                                      | Grundmandate                                           | 1                                                      | 1                                                      | 1                                                      | 0                                                      |                                                        | 0                                                      | 0                                                      | 0                                                      |                                                        |
| 29. September 2019                                     |                                                        | Stimmenanteile (%)                                     | 19,5                                                   | 41,5                                                   | 22,6                                                   | 8,3                                                    |                                                        | 5,6                                                    | 1,3                                                    | 1,2                                                    |                                                        |
| 29. September 2019                                     | 4                                                      | Grundmandate                                           | 0                                                      | 1                                                      | 0                                                      | 0                                                      |                                                        | 0                                                      | 0                                                      | 0                                                      |                                                        |
| 29. September 2024                                     |                                                        | Stimmenanteile (%)                                     | 16,8                                                   | 27,6                                                   | 39,1                                                   | 4,9                                                    |                                                        | 6,4                                                    |                                                        | 5,3                                                    |                                                        |
| 29. September 2024                                     | 5                                                      | Grundmandate                                           | 0                                                      | 1                                                      | 1                                                      | 0                                                      |                                                        | 0                                                      |                                                        | 0                                                      |                                                        |